# Dzmitryj Lebedzeŭ
Dzmitryj Heorhievič Lebedzeŭ (in bielorusso Дзмітрый Георгіевіч Лебедзеў?; in russo Дмитрий Георгиевич Лебедев?, Dmitrij Georgievič Lebedev; Salihorsk, 13 maggio 1986) è un calciatore bielorusso, centrocampista del DMedia Minsk.